# Abbi Jacobson
Abbi Jacobson (1 de fevereiro de 1984), é uma comediante, escritora, diretora, atriz, roteirista, dubladora, ilustradora e produtora americana. Ela co-criou e estrelou a série Comedy Central Broad City com Ilana Glazer, baseado em uma web series com o mesmo nome. Também é co-criadora da série A League Of Their Own.

## Início da vida
Jacobson é filha de Susan Komm, uma artista, e Alan Jacobson, um designer gráfico. Ela é judia e foi criada em Wayne, Pensilvânia, onde estudou na Valley Forge Middle School e na Conestoga High School.[carece de fontes?] Estudou artes plásticas e produção de vídeo no Maryland Institute College of Art (MICA), onde também aprendeu comédia stand-up por um ano com o poeta Jeremy Sigler, e um período breve de estudos no Emerson College. Jacobson se formou em 2006 no MICA com um BFA em General Fine Arts.
Jacobson mudou-se para a cidade de Nova York após se formar no MICA e começou a frequentar aulas na Atlantic Theatre Company e no Upright Citizens Brigade Theatre, onde conheceu Ilana Glazer.

## Carreira

### Broad City
De 2009 a 2011, Jacobson e Glazer escreveram e atuaram em uma série na web intitulada Broad City, que se concentrou em suas vidas em Nova York. A série foi indicada ao prêmio ECNY de Melhor Série da Web, foi bem recebida pela crítica e desenvolveu um culto de seguidores. Na Upright Citizens Brigade, Jacobson e Glazer adaptaram a web série em um show ao vivo chamado Broad City Live.
Em 2011, a rede de cabo FX, trabalhando com Amy Poehler como produtora, comprou um compromisso de roteiro para a série de Glazer e Jacobson. No entanto, a rede não aprovou o script e decidiu não prosseguir com o desenvolvimento. Glazer e Jacobson então abordaram a Comedy Central, que concordou em comprar o roteiro da FX e solicitar um piloto.

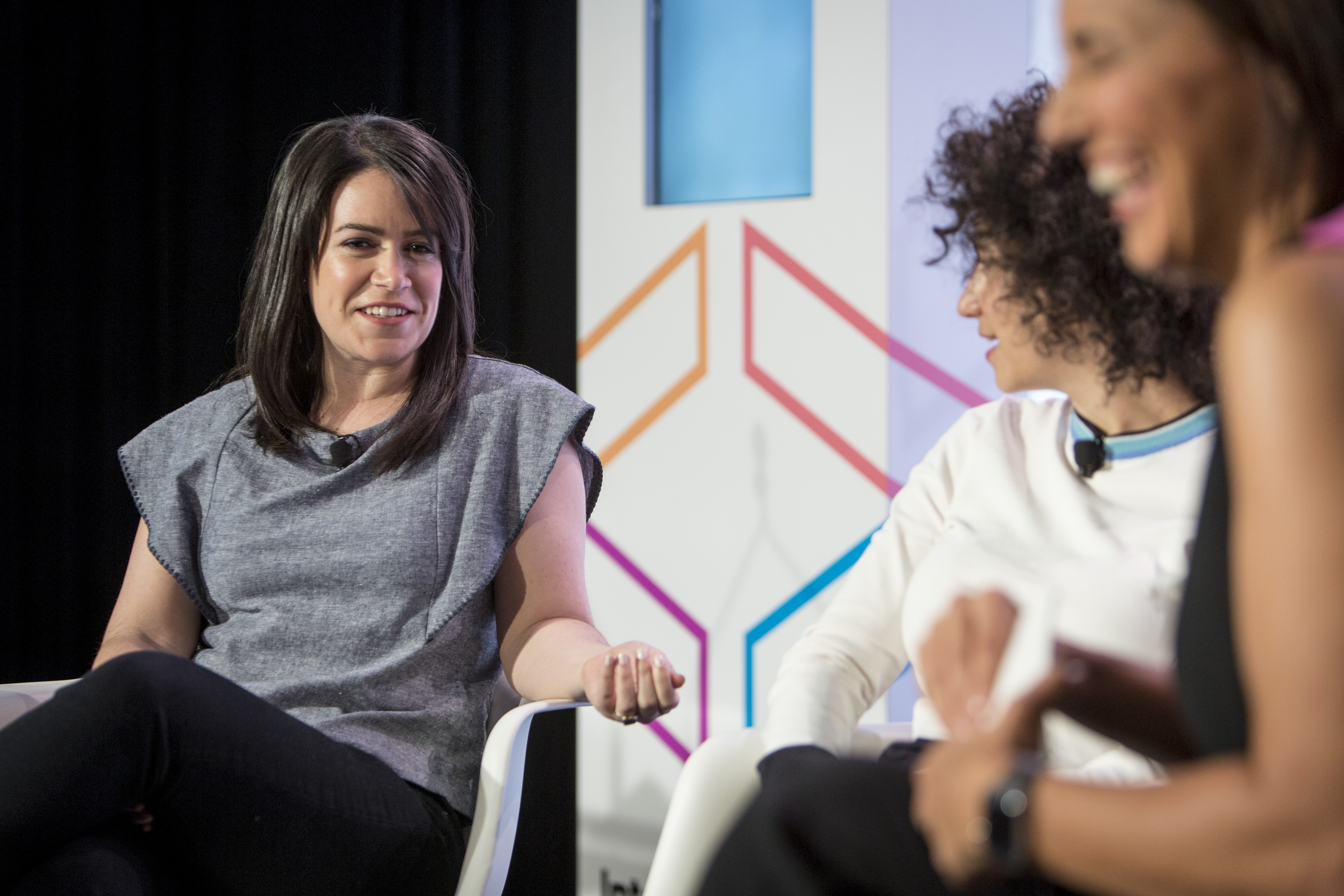
Jacobson e Glazer na Internet Week em 2015

Broad City fez sua estreia na televisão aberta em janeiro de 2014 e foi recebido com críticas positivas e classificações fortes, tornando-se a primeira temporada de maior audiência do Comedy Central desde 2012, entre os grupos mais jovens, incluindo adultos de 18 a 34, com uma média de 1,2 milhão de espectadores.
O show recebeu aclamação de fãs e da crítica. O site de agregação de resenhas Metacritic observou que a primeira temporada recebeu "resenhas geralmente favoráveis", dando-lhe uma pontuação de 75 em 100, com base nas resenhas de 14 críticos. Karen Valby da Entertainment Weekly descreveu o show como uma "comédia profundamente estranha, estranhamente doce e completamente hilária". O Wall Street Journal se referiu ao programa como "Feminismo de ataque furtivo". A crítica Megan Angelo cita Abbi Jacobson: "Se você assistir um de nossos episódios, não há uma grande mensagem, mas se você assistir a todos eles, eu acho, eles estão fortalecendo as mulheres." A crítica do AV Club, Caroline Framke, escreveu que Broad City "valia a pena assistir", apesar de sua "premissa bem fundamentada", e que a série é "notavelmente controlada, mesmo em seu primeiro episódio". Jacobson era fã de bandas como Phish enquanto crescia e muitas vezes zombava de seu fandom jamband em Broad City.
A primeira temporada do programa recebeu uma classificação de 96% "Certified Fresh" do Rotten Tomatoes, com base nas análises de 23 críticos, com o consenso do site afirmando: "De seus talentosos produtores a sua escrita inteligente e pistas soberbas, Broad City ostenta uma qualidade incomum". O AV Club elegeu Broad City o segundo melhor programa de TV de 2014 em sua primeira temporada.
Em fevereiro de 2014, o Comedy Central renovou o show para uma segunda temporada, que recebeu críticas positivas, com Metacritic dando-lhe uma pontuação de 89 em 100, com base na opinião de 8 críticos, indicando "aclamação universal". O Rotten Tomatoes deu à segunda temporada uma avaliação de 100%, com base em avaliações de 11 críticos, com o consenso do site: "Liderada por duas das mulheres mais engraçadas da TV, Broad City usa a química vibrante de suas estrelas para dar um elemento de autenticidade ao tipo de comédia caótico, porém esclarecedor, do show".
Em janeiro de 2015, a série foi então renovada para uma terceira temporada, que estreou em 17 de fevereiro de 2016. Em janeiro de 2016, a série foi renovada para uma quarta e, depois, uma última quinta temporada.

### Outros trabalhos
Em 2011, Jacobson escreveu e se apresentou em um show solo chamado Welcome to Camp, que aconteceu em Nova Iorque e Los Angeles.
Em dezembro de 2015, Jacobson foi escalada para o filme Person to Person, ao lado de Michael Cera e Phillip Baker Hall, escrito e dirigido por Dustin Guy Defa. Jacobson também estrelou The Lego Ninjago Movie, lançado em 22 de setembro de 2017.
Sua primeira aparição em BoJack Horseman foi no episódio de 2016 "The Bojack Horseman Show", no qual ela dublou Emily.
Em 2017, Jacobson apresentou um podcast de 10 episódios sobre arte moderna e contemporânea, chamado A Piece of Work, co-produzido pelo The Museum of Modern Art e WNYC Studios. Ela planeja fazer uma segunda temporada.
Ela faz a voz da Princesa Bean em Disenchantment Matt Groening.
Apareceu em um episódio de março de 2020 de Curb Your Enthusiasm.
Em 2020 ela fundou a produtora Tender Pictures.
Em 2022 interpretou Carson Shaw em A League of Their Own (Prime Video), ela também é co-criadora, roteirista e produtora executiva da série.
Jacobson interpretará a personagem Leslie Fisher, na série da Netflix, No Good Deed, criada por Liz Feldman, a série estreia de 12 de dezembro de 2024.

### Livros
Em 2013, Jacobson publicou dois livros para colorir com a Chronicle Books: Color This Book: New York City e Color This Book: San Francisco. Jacobson também ilustrou um livro intitulado Carry This Book, publicado em outubro de 2016 pela Viking Press. Apresenta ilustrações coloridas e bem-humoradas do conteúdo imaginário de bolsas de várias celebridades. "Sempre fiquei intrigada com o que as pessoas carregam consigo. Um conteúdo pode lhe dizer tudo ", diz Jacobson na introdução do livro. Bem recebido pela crítica, Carry This Book foi um best - seller do New York Times.
Jacobson publicou outro livro, I Might Regret This: Essays, Drawings, Vulnerabilities, and Other Stuff. O livro foi publicado em 30 de outubro de 2018 com a Grand Central Publishing. Com desenhos em toda parte, o livro de ensaios pessoais e contos é centrado em torno da viagem solo de três semanas cross-country, e as 320 páginas concentram-se amplamente em Jacobson superando seu primeiro amor, primeiro relacionamento com uma mulher e questões gerais de identidade. Segundo a artista, o livro é centrado em autorreflexão: "É sobre como me senti uma estranha interna por toda a minha vida, por nunca entender o que era o amor e acreditar que nunca iria experimentá-lo, e ser uma figura pública só aumentou essa ansiedade".

## Vida pessoal
Em uma entrevista em abril de 2018, Jacobson afirmou que ela namora homens e mulheres, mas "eles têm que ser engraçados, fazendo algo que amam".
Em 2020 ela começou a namorar a atriz Jodi Balfour e elas se casaram em 2023.

## Filmografia

### Cinema
| Ano  | Título                                               | Papel                | Notas          |
| ---- | ---------------------------------------------------- | -------------------- | -------------- |
| 2009 | Revelation 13                                        | Danielle             |                |
| 2011 | Special Things to Do                                 | Maria                | Curta-metragem |
| 2011 | Upload                                               | Elaine               | Curta-metragem |
| 2014 | High and Dry                                         | Studio Mate          | Curta-metragem |
| 2016 | Neighbors 2: Sorority Rising                         | Jessica Baiers       |                |
| 2016 | The Master                                           | Frango (voz)         | Curta-metragem |
| 2017 | Person to Person                                     | Claire               |                |
| 2017 | The Lego Ninjago Movie                               | Nya (voz)            |                |
| 2018 | 6 Balloons                                           | Katie                |                |
| 2021 | The Mitchells vs. The Machines                       | Katie Mitchell (voz) |                |
| 2021 | Dog Cop 7: The Final Chapter                         | Dog Cop/Katie (voz)  |                |
| 2024 | Officer Stanley                                      | Paramédica W. Rist   | Curta-metragem |
| -    | Tangles: A Story About Alzheimer's, My Mother and Me | (voz)                |                |

### Televisão
| Ano               | Título                                                     | Papel                       | Notas |
| ----------------- | ---------------------------------------------------------- | --------------------------- | --- |
| 2010              | Vag Magazine                                               | Taça da lua                 | Episódio: "Sorteios Feministas"                                                                          |
| 2010–2011         | Broad City Websérie                                        | Abbi Abrams                 | Websérie; 25 episódios                                                                                   |
| 2012              | Jest Originals                                             | Reconstituição Amanda       | Episódio: "Eu não sabia que era Gilbert Gottfried"                                                       |
| 2012              | Moms V. Pros                                               |                             | 4 episódios                                                                                              |
| 2013              | CollegeHumor                                               |                             | Episódio: "Jake and Amir / All-Nighter: Jake and Amir's Dream"                                           |
| 2013              | Annie and a Side of Fries                                  | Annie Leonard               | Séries na Web; 10 episódios; O Criador                                                                   |
| 2014–2019         | Broad City                                                 | Abbi Abrams                 | 50 episódios; também criador Nomeado – MTV Movie & TV Award de Melhor Comédia (com Ilana Glazer ) (2017) |
| 2015              | Lucas Bros. Moving Co.                                     | Irmã Irmã (voz)             | Episódio: "Irmã Irmã Irmã"                                                                               |
| 2015              | Inside Amy Schumer                                         | Ela própria                 | Episódio: "80s Ladies"                                                                                   |
| 2015              | The Untitled Web Series That Morgan Evans Is Doing for MTV | Blanche                     | 1 episódio                                                                                               |
| 2015-2018         | Pickle and Peanut                                          | Sneaky Patty (voz)          | 5 episódios                                                                                              |
| 2015              | Lip Sync Battle                                            | Ela própria                 | Episódio: " Ilana Glazer vs. Abbi Jacobson "                                                             |
| 2016–2018         | BoJack Horseman                                            | Emily (voz)                 | 7 episódios                                                                                              |
| 2017              | Portlandia                                                 | Burning Man Girl            | 2 episódios                                                                                              |
| 2018              | Drunk History                                              | Gloria Steinem              | Episódio: "Sexo"                                                                                         |
| 2018              | RuPaul's Drag Race                                         | Ela mesma, jurada convidada | 1 episódio (temporada 10)                                                                                |
| 2018 - 2023       | Disenchantment                                             | Princesa Bean (voz)         | 30 episódios                                                                                             |
| 2019-2020         | Crank Yankers                                              | Cheryl (voz)                | 2 episódios                                                                                              |
| 2020              | Bob's Burgers                                              | Megan (voz)                 | Episódio: "Three Girls and a Little Wharfy"                                                              |
| 2020              | Curb Your Enthusiasm                                       | Diane                       | Episódio: "Beep Panic"                                                                                   |
| 2022              | A League Of Their Own (série)                              | Carson Shaw                 | 8 episódios                                                                                              |
| 2024 - atualmente | The Second Best Hospital in the Galaxy                     | Vários personagens (voz)    | Vários episódios                                                                                         |
| 2024              | No Good Deed                                               | Leslie Fisher               | Elenco principal                                                                                         |
| 2025              | Long Story Short                                           | - (voz)                     | Elenco Principal                                                                                         |

### Back stage
| Ano        | Título                    | Cargo                                                     | Notas                      |
| ---------- | ------------------------- | --------------------------------------------------------- | -------------------------- |
| 2010- 2011 | Broad City                | Co-criadora / Roteirista                                  | Websérie (25 episódios)    |
| 2013       | Annie and a Side of Fries | Criadora                                                  | Websérie (10 episódios)    |
| 2014- 2019 | Broad City                | Co-criadora / Produtora Executiva / Roteirista / Diretora | Série de TV (50 episódios) |
| 2022       | A League Of Their Own     | Co-criadora / Produtora Executiva / Roteirista            | Série (8 episódios)        |
| 2024       | Officer Stanley           | Produtora                                                 | Curta-metragem             |
| -          | People Collide            | Criadora / Showrunner / Roteirista                        | Série                      |
| -          | Go Like This              | Roteirista / Diretora                                     | Longa-metragem             |
| -          | Chesterbrook              | Criadora                                                  | Série                      |

## Podcasts
| Ano  | Título            | Papel          | Notas                              |
| ---- | ----------------- | -------------- | ---------------------------------- |
| 2017 | A Piece Of Work   | Ela própria    | Apresentadora                      |
| 2021 | Hot White Heist   | Sam            |                                    |
| 2023 | Big Envelopes     | Kelly Pritzker | Protagonista / Produtora Executiva |
| 2024 | Hot White Heist 2 | Sam            |                                    |